# خانه احمد علی عزتی
خانه احمد علی عزتی مربوط به دوره پهلوی است و در شهرستان فومن، شهرک تاریخی ماسوله واقع شده و این اثر در تاریخ ۲۵ اسفند ۱۳۸۰ با شمارهٔ ثبت ۵۳۰۸ به‌عنوان یکی از آثار ملی ایران به ثبت رسیده است.